# Eurośródziemnomorska Fundacja Dialogu Kultur im. Anny Lindh
Eurośródziemnomorska Fundacja Dialogu Kultur im. Anny Lindh to organizacja powołana do życia w 2005 r. podczas konferencji ministrów spraw zagranicznych Partnerstwa Eurośródziemnomorskiego celem promocji dialogu w regionie Europy i Morza Śródziemnego. Fundacja powstała z inicjatywy Komisji Europejskiej i Komitetu EUROMED w ramach tzw. Procesu Barcelońskiego, który dąży do zbliżenia gospodarczego, politycznego i kulturowego państw Unii Europejskiej i Basenu Morza Śródziemnego, polityczno-ekonomicznej stabilizacji regionu, rozwoju społeczeństwa obywatelskiego w tej części świata, promowanie dialogu międzykulturowego i współpracy kulturalnej. 
Fundacja im. Anny Lindh działa w 43 krajach Partnerstwa Eurośródziemnomorskiego: 32 krajach europejskich (Albania, Austria, Belgia, Bośnia i Hercegowina, Bułgaria, Chorwacja, Cypr, Czarnogóra, Czechy, Dania, Estonia, Finlandia, Francja, Grecja, Hiszpania, Holandia, Irlandia, Litwa, Luksemburg, Łotwa, Malta, Monako, Niemcy, Polska, Portugalia, Rumunia, Słowacja, Słowenia, Szwecja, Węgry, Włochy, Wielka Brytania) i 11 krajach Basenu Morza Śródziemnego (Algieria, Egipt, Izrael, Jordan, Liban, Maroko, Mauretania, Palestyna, Syria, Tunezja, Turcja). 
Funkcjonowanie Fundacji oparte jest na współpracy trzech podstawowych filarów tworzących jej strukturę: członkach sieci, narodowych koordynatorach oraz władzach Fundacji.
Fundacja im. Anny Lindh odgrywa ważną rolę w kształtowaniu obszaru eurośródziemnomorskiego jako przestrzeni współpracy, dialogu i pokoju. Do podstawowych zadań Fundacji należą m.in. promocja wiedzy, wzajemnego zrozumienia oraz szacunku między przedstawicielami różnych religii, kultur i narodów, walka z rasizmem, ksenofobią oraz wszelkimi przejawami dyskryminacji, oraz identyfikowanie, rozwijanie i promowanie współpracy kulturalnej.
Fundacja im. Anny Lindh organizuje samodzielnie lub we współpracy z innymi instytucjami i organizacjami (UNESCO, ALESCO, ISESCO) projekty wspierające dialog euro-śródziemnomorski. Od początku funkcjonowania Fundacja zrealizowała szereg warsztatów, wystaw, szkoleń, spotkań ekspertów oraz kampanii. Corocznie przyznaje także dwie nagrody: Eurośródziemnomorską Nagrodę w Dziedzinie Dialogu Międzykulturowego oraz Nagrodę Dziennikarską w dziedzinie Różnorodności Kulturowej. 
Siedzibą Fundacji jest Biblioteka Aleksandryjska w Egipcie.
Polskim koordynatorem Fundacji im. Anny Lindh jest Międzynarodowe Centrum Kultury w Krakowie.